# Азат
Аза́т, Аза́д — мужское личное имя древнеиранского происхождения. Происходит от протоиранского *āzāta-, что первоначально означало «дворянин», в современном же персидском и в ряде других языков звучит как azad/azat и переводится как «свободный». Первоначально этим словом обозначались все личносвободные жители Иранского государства Сасанидов, мелкие феодалы. Позднее термин закрепился также за слоем мелких феодалов в Иране, Курдистане и Армении.

## Носители
- Азад, Мухаммад Хусейн (1827—1910) — индийский поэт, писатель, критик.
- Товарищ Азад (1954—2010) — индийский революционер-маоист.
- Чандрашекхар Азад (1906—1931) — индийский революционер.